# 진녹
진녹(陳祿, ? ~ 기원전 178년)은 전한 초기의 제후로, 개국공신 진영의 아들이다.

## 행적
고후 4년(기원전 184년), 진영의 뒤를 이어 당읍후(堂邑侯)에 봉해졌다.
문제 2년(기원전 178년)에 죽으니, 시호를 공(恭)이라 하였고 아들 진오가 작위를 이었다.

## 출전
- 사마천, 《사기》 권18 고조공신후자연표
- 반고, 《한서》 권16 고혜고후문공신표

| 선대 아버지 당읍안후 진영 | 전한의 당읍후 기원전 183년 ~ 기원전 178년 | 후대 아들 당읍이후 진오 |